# 액티브 채널
액티브 채널(Active Channel)은 1997년 인터넷 익스플로러 4.0과 함께 소개되었던 웹사이트 형식이다. 이 형식을 갖는 웹사이트는 디즈니, 워너 브라더스, 아메리카 온라인 같은 오락 관련 대기업들의 웹사이트가 대부분이었다. 지역에 따라 채널이 다르기 때문에 인터넷 익스플로러 4.0을 설치할 때 지역을 신중히 선택해야 되며 채널들은 채널 바(Channel Bar)라는 곳에 나타난다.

인터넷 익스플로러 7에서부터 RSS가 지원되기 시작함과 함께 액티브 채널 지원이 중단되었다.

## 주요기능
- 웹사이트의 내용과 이를 네트워크 연결이 되지 않은 상태에서 보는 것을 동기화할 수 있게 해주었다.
- 채널지정형식을 사용할 수 있게 해주었다.

## 같이 보기
- 액티브 데스크톱